# Karl Kraus

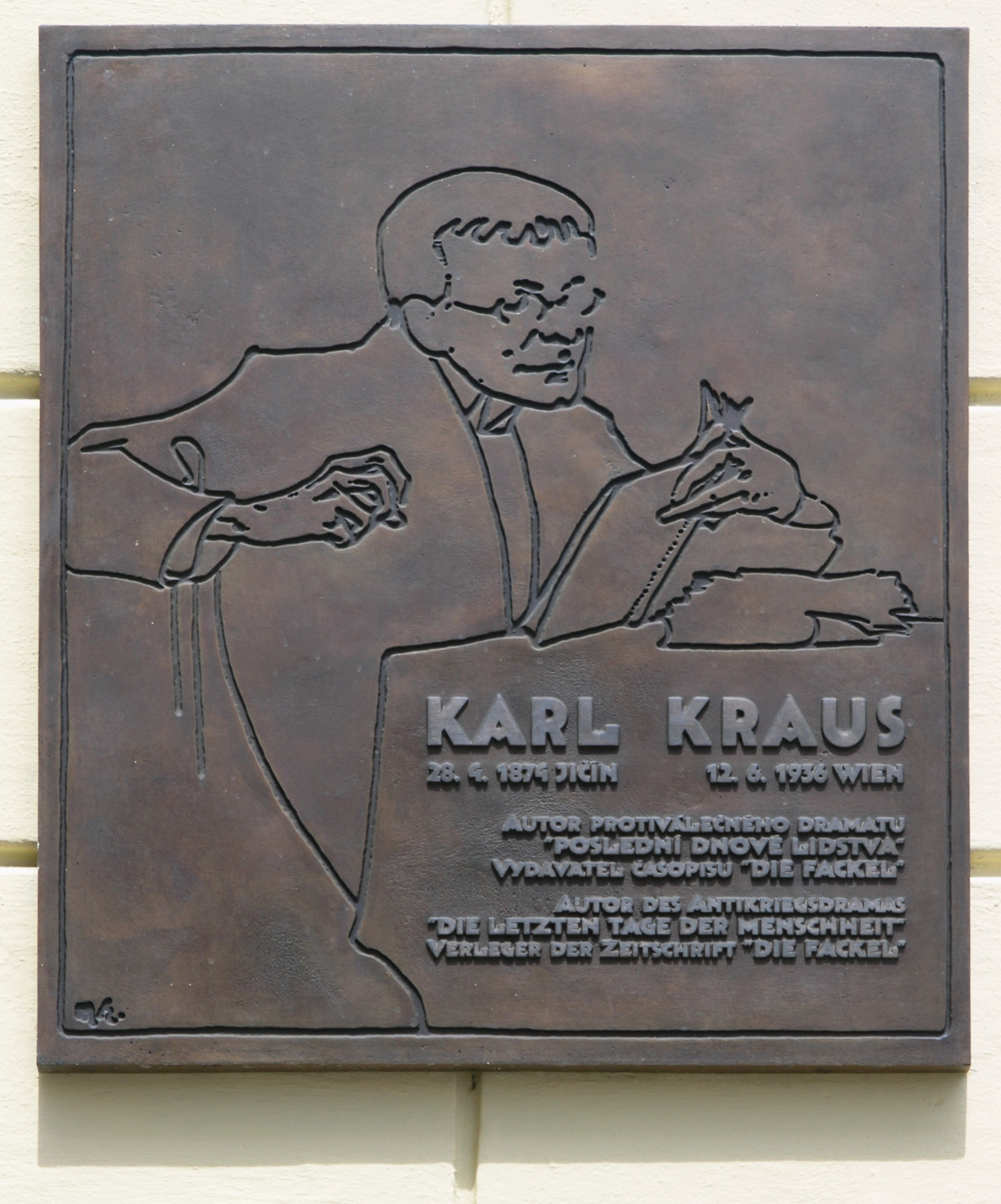
Pamětní deska Karla Krause na jeho rodném domě v Jičíně

Karl Kraus (28. dubna 1874 Jičín – 12. června 1936 Vídeň) byl rakouský spisovatel, dramatik, básník a novinář. Třikrát byl nominován na Nobelovu cenu za literaturu.

## Život

### Mládí
Karl Kraus se narodil jako deváté a nejmladší dítě v rodině jičínského židovského majitele papírny Jakoba Krause a jeho ženy Ernestiny, rozené Kantorové. Když mu byly tři roky, přestěhovala se rodina do Vídně. Jeho matka brzy zemřela.
Po absolvování gymnasia v roce 1892 začal Kraus studovat práva na Vídeňské univerzitě. Na filozofické fakultě téže univerzity od roku 1896 studoval filozofii a germanistiku, ale studia nedokončil. Již během studií se zabýval psaním a přispíval do literárních časopisů.
Od roku 1896 se neúspěšně pokoušel uplatnit jako herec a divadelní režisér. Krátce působil ve skupině Jung Wien, která soustřeďovala přední osobnosti tehdejší kulturní Vídně. Patřili sem např. básník Peter Altenberg, dramatik Hermann Bahr a spisovatelé Hugo von Hofmannsthal a Felix Salten. Od roku 1897 působil Kraus jako novinář.

### Editor
Od roku 1899 vydával vlastní časopis Die Fackel (Pochodeň), ve kterém pranýřoval pokrytectví, korupci, měšťáckou morálku, nacionalismus, pangermanismus a v neposlední řadě i psychoanalýzu. V prvním období měl řadu externích přispěvatelů z řady uměleckých profesí. Do Fackelu psali např. Peter Altenberg, Richard Dehmel, Egon Friedell, Oskar Kokoschka, Else Lasker-Schülerová, Adolf Loos, Heinrich Mann, Arnold Schönberg, August Strindberg, Georg Trakl, Frank Wedekind, Franz Werfel a také Houston Stewart Chamberlain a Oscar Wilde. Během první světové války pro něj některé novinové výstřižky v Olomouci zpracovával Paul Engelmann, Ludwig Wittgenstein, a Jindřich Groag.

### Autor
Od roku 1911 publikoval Kraus výlučně vlastní texty. Fackel vydával až do své smrti (poslední číslo vyšlo v únoru 1936). Celkem vyšlo 922 sešitů o celkem více než 20 000 stranách. (Krausovým zvykem ovšem bylo vydávat dvoj-, troj- i čtyřčísla, takže některá vydání čítala přes 300 stran.)
Kromě žurnalistiky se věnoval i esejistice. Přednesl na 700 veřejných přednášek na literární témata (Bertolt Brecht, Gerhart Hauptmann, Johann Nepomuk Nestroy, Johann Wolfgang Goethe a William Shakespeare). Při přednáškách rovněž zpíval doprovázen na klavír (přezpíval tak sám vídeňskému publiku např. Offenbachovy operety). Pořádal přednášková turné, mj. i v českých zemích, jmenovitě v Praze, Brně a Teplicích.

### Osobní život
Kraus se nikdy neoženil, přestože se od roku 1913 až do své smrti vážně ucházel o českou baronku Sidonii Nádhernou, kterou navštěvoval na jejím sídle ve Vrchotových Janovicích. Jednou z možných příčin, proč baronka Nádherná odmítla jeho nabídky, byla iniciativa básníka Rainera Maria Rilkeho, který jí prý sňatek s Krausem rozmluvil.
Kraus, ač sám židovského původu, mluvil o německém judaismu tak, že používal termíny jako „myšina“ atd. V roce 1898 se dostal do konfliktu se zakladatelem sionismu, Theodorem Herzlem. O rok později se židovské víry veřejně zřekl a mezi lety 1911 až 1923 dokonce vstoupil do římskokatolické církve. Jeho kmotrem při křtu byl architekt Adolf Loos.
V roce 1936 zemřel ve Vídni na srdeční embolii.
Karl Kraus měl k Čechám jako zemi kladný vztah, i když stěží najdeme něco, co by jeho vztah k Čechám explicitně vymezovalo. Svědčí o tom mj. fakt, že z ruchu velkoměsta (Vídně), na který si nikdy příliš nezvykl, se často vracel právě do Vrchotových Janovic, kde nacházel klid a v oblíbeném parku trávil hodně času. Přál si být ve Vrchotových Janovicích pohřben, to se mu však nesplnilo. Česky ale nemluvil a neuměl správně vyslovit ani „dobrý den“.
Mezi jeho obdivovatele patřil například Karel Čapek. O české překlady řady jeho děl se zasloužili Jan Münzer (Poslední dnové lidstva), a později Aloys Skoumal (výbor z aforismů a esejů) a Hanuš Karlach.
Jeho synovec Arno Kraus byl též spisovatel.

## Dílo
Krausovým nejrozsáhlejším textem je apokalyptická groteska o pěti aktech, prologu a epilogu Die letzten Tage der Menschheit (Poslední dnové lidstva), které vzniklo v letech 1915–1919 jako reakce na první světovou válku. V textu se mísí vážné scény s výstupy vyloženě absurdními (pruští vojáci v zákopu během bombardování řeší, jakou píseň si nechají zahrát) i tanečními čísly. Pozoruhodné je přitom, že se jedná v naprosté většině o autentické dobové výroky a citáty z denního tisku.
Sám Kraus svůj divadelní útvar pohybující se na pomezí tragédie a operety s nejzřetelnějšími prvky satiry uvedl takto:
| „ | Provozování tohoto dramatu, jehož rozsah by podle pozemských měřítek vyplnil asi 10 večerů, je vyhrazeno divadlu na Marsu. Návštěvníci divadel z tohoto světa by to nevydrželi. | “ |

Zcela mimořádným Krausovým dílem je také Die dritte Walpurgisnacht (Třetí Valpuržina noc) obsahující téma nástupu fašismu a s ním spojeného násilí. Kraus ji napsal v roce 1933. Inspirací mu byla slavná scéna z Goethovy rozsáhlé básnické skladby Faust. Byla vydána až v roce 1952.
Většina jeho studií, esejů a novinových statí vyšla v Die Fackel.
- Die demolierte Literatur, 1897.
- Eine Krone für Zion, 1898.
- Sittlichkeit und Kriminalität, 1908.
- Weltgericht, 1919.
- Nachts, 1919.
- Untergang der Welt durch schwarze Magie, 1929.
- Literatur und Lüge, 1929.

česky:
- Soudím živé i mrtvé (vybral, uspořádal a přeložil Aloys Skoumal), Praha, Odeon 1974; 2. vydání 1984, ISBN 80-207-0017-X
- Poslední dnové lidstva (přel. Jan Münzer), 1933
- Poslední chvíle lidstva (přel. Hanuš Karlach), Brno, Barrister & Principal 2006 ISBN 80-7364-035-X